# Галска роза
Галската роза (Rosa gallica), също галска шипка, известна още като „френска роза“, „червена роза на Ланкастър“ или „Стамболска роза“ (в България) е растение от род Роза. Включено е в списъка на лечебните растения съгласно Закона за лечебните растения.

## Описание
Галската роза е храст, висок до 80 cm, с изправени или полегнали клонки с разнотипни, а в някои случаи дори липсващи шипове. Листата са сложни, нечифтоперести с 5 или 7 листчета.
Цветовете са едри, ароматни, червени, но лесно окапват и съдържат нисък процент етерични масла. Разположени са по един, два или три в съцветие. Чашелистчетата от вътрешната страна са влакнести, от външната – жлезисти. Плодът е тъмнорозов, едър и е ядлив.

## Местообитание
Галската роза е с произход от Южна и Централна Европа на изток към Турция и Кавказ. Среща се в диво състояние в страните от Средния Изток и Мала Азия, Кавказ, Крим. Растението се среща по поляните и храсталаците на долния и среден планински пояс до около 1000 m надморска височина.

## История
Галската роза е сред най-старите сортове градински рози, отглеждани от древните гърци и римляни. В Средновековието е популярна из цяла Европа и е култивирана от XIII до XIX век на големи територии около град Провен, на 50 км югоизточно от Париж.
В началото Стамболската роза е заемала около 10 % от насажденията в България.
Галската роза е устойчива на болести, което се използва най-вече в селекцията на нови клонове.

## Популярни градински сортове
- „Versicolor“ – раирана
- „Tuscany“ или „Old Velvet“ – с плоски, полукичести, червени цветове
- „Belle de Сгесу“ – почти без тръни, със силно ароматни розови цветове.

## Приложение
Използва се за производството на консерви, желета, сиропи, стимулиращи напитки, дражета, парфюми, медицински мехлеми, кремове и свещи. Венчелистчетата ѝ притежават тонизиращи и адстрингентни свойства и са ценени от лекарите през вековете. Има силен аромат, който се запазва и след изсушаването ѝ.